# الرومانية الكاثوليكية في كولومبيا

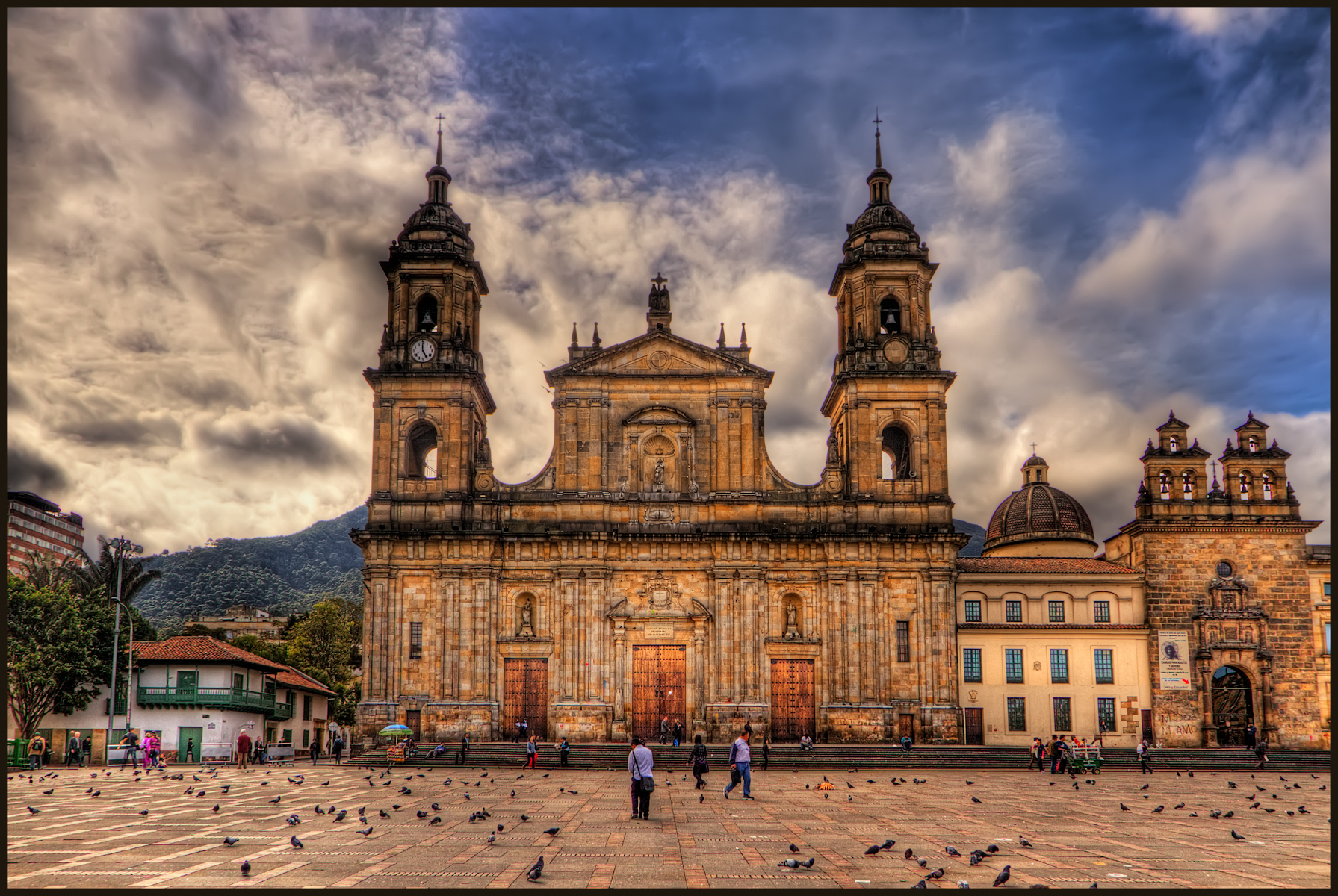
كاتدرائية بوغوتا.

كانت الكاثوليكية الدين الرسمي للبلاد منذ الإستعمار الإسباني حتى 1991 مع الإصلاح الدستوري، الذي منح مساواة المعاملة من الحكومة لجميع الأديان. ومع ذلك، لا تزال الكاثوليكية الدين الرئيسي في كولومبيا من حيث عدد الأتباع إذ يقدر أتباعها بحوالي 75% من السكان في هم كاثوليك اسميًا في حين 25% من السكان هم من الممارسين الكاثوليك. وفقًا كتاب حقائق العالم حوالي 90% من السكان هم الكاثوليك و10% آخرون. أفاد حوالي 35.9% من الكولومبيين بأنهم لا يمارسوا إيمانهم بفعالية.
وفقًا لدراسة قامت بها مركز بيو للأبحاث عام 2014 حوالي 92% من السكان مسيحيين، منهم 79% من أتباع الكنيسة الرومانية الكاثوليكية وحوالي 13% من أتباع الكنائس البروتستانتية.
في الفترة الإستعمارية، أنشأت الكنيسة الكاثوليكية وكانت مسؤولة عن معظم المؤسسات العامة، مثل المرافق التعليمية (المدارس والكليات والجامعات والمكتبات والحدائق النباتية، والمراصد الفلكية)؛ المرافق الصحية (المستشفيات ودور الحضانة) والسجون. كما «ورثت» كمية كبيرة من الأراضي المنتجة، والتي صودرت في وقت لاحق من قبل حكومة الليبرالية. وتملك الكنيسة العديد من المدارس والعيادات والمستشفيات وثمانية جامعات كاثوليكية منها الجامعة البابوية خافيريانا في مدينة كالي والجامعة البابوية خافيريانا في بوغوتا.
غالبًا ما يُشار في التقاليد الكاثوليكية إلى كولومبيا كبلد القلب المقدس، ويرجع ذلك إلى التكريس السنوي للبلاد لقلب يسوع الأقدس بتوجيه من رئيس الجمهورية. وقد تم إعادة تكريس كولومبيا لقلب يسوع الأقدس ولقلب مريم الطاهر في عام 2008، في احتفال على نطاق البلد اشترك فيه الأساقفة الرئيسيين ومع وجود الرئيس الكولومبي.